# Bravura
En música clásica, una bravura es un pasaje virtuosístico destinado a mostrar las habilidades técnicas del intérprete, generalmente a modo de solo y a veces en una cadenza. Puede usarse como adjetivo («un pasaje de bravura») o para referirse a una interpretación de extraordinario virtuosismo. El término viene del italiano para y significa gran habilidad.

## Cultura popular
Bravura es una barda en Astérix, la rosa y la espada que es un ejemplo del poderío de las mujeres en la aldea de Astérix.
- Datos: Q4958465